# Empalme Iyokomatsu
El Empalme Iyokomatsu (いよ小松ジャンクション Iyokomatsu-jankushon?) es un empalme que se encuentra en lo que fue el Pueblo de Komatsu del distrito de Shuso (en la actualidad es parte de la Ciudad de Saijo) de la prefectura de Ehime. Conecta las autovías de Matsuyama y de Autovía Imabari-Komatsu.

## Características
Es el segundo empalme de la Autovía de Matsuyama y se encuentra después del Intercambiador Iyosaijo viniendo de la Ciudad de Shikokuchuo. Entre ambos está el Área de Servicios Ishizuchisan (石鎚山サービスエリア Ishizuchisan-sābisu eri'a?).
Es el primer empalme de la Autovía Imabari-Komatsu; le sigue el Intercambiador Iyokomatsukita en dirección hacia la Ciudad de Imabari, y le precede el Intercambiador Iyokomatsu en sentido contrario.
Desde aquí hasta Sakurasanri (桜三里?) se extiende la Llanura de Dozen, en la que se aprecian árboles de sakura y cultivos de mikan.

## Intercambiador anterior y posterior
- Autovía de Matsuyama

Intercambiador Iyosaijo << Empalme Iyokomatsu >> Intercambiador Kawauchi
- Autovía de Matsuyama (desde Matsuyama) - Autovía Imabari-Komatsu

Intercambiador Kawauchi << Empalme Iyokomatsu >> Intercambiador Iyokomatsukita
- Autovía de Matsuyama (desde Shikokuchuo) - Autovía Imabari-Komatsu

Intercambiador Iyosaijo << Empalme Iyokomatsu >> Intercambiador Iyokomatsukita
- Autovía Imabari-Komatsu - Autovía de Matsuyama (hacia Matsuyama)

Intercambiador Iyokomatsu << Empalme Iyokomatsu >> Intercambiador Kawauchi
- Autovía Imabari-Komatsu - Autovía de Matsuyama (hacia Shikokuchuo)

Intercambiador Iyokomatsu << Empalme Iyokomatsu >> Intercambiador Iyosaijo